# Свети Димитър (Белица)
Вижте пояснителната страница за други значения на Свети Димитър.
„Свети Димитър“ е църква в град Белица, област Благоевград, България, част от Неврокопската епархия на Българската православна църква.

## История
Църквата е построена в 1716 година, близо до днешния площад „Брего“ в западната част на града, и е най-старата сграда в града. В архитектурно отношение представлява ниска постройка, частично вкопана в земята. През 2000 г. до нея е построен параклис „Свети Димитър“.